# Auxi-le-Château
Auxi-le-Château is een gemeente in het Franse departement Pas-de-Calais (regio Hauts-de-France). De plaats maakt deel uit van het arrondissement Arras. Auxi-le-Château telde op 1 januari 2022 2.549 inwoners.

## Geografie
De oppervlakte van Auxi-le-Château bedroeg op 1 januari 2022 27,08 vierkante kilometer; de bevolkingsdichtheid was toen 94,1 inwoners per km².

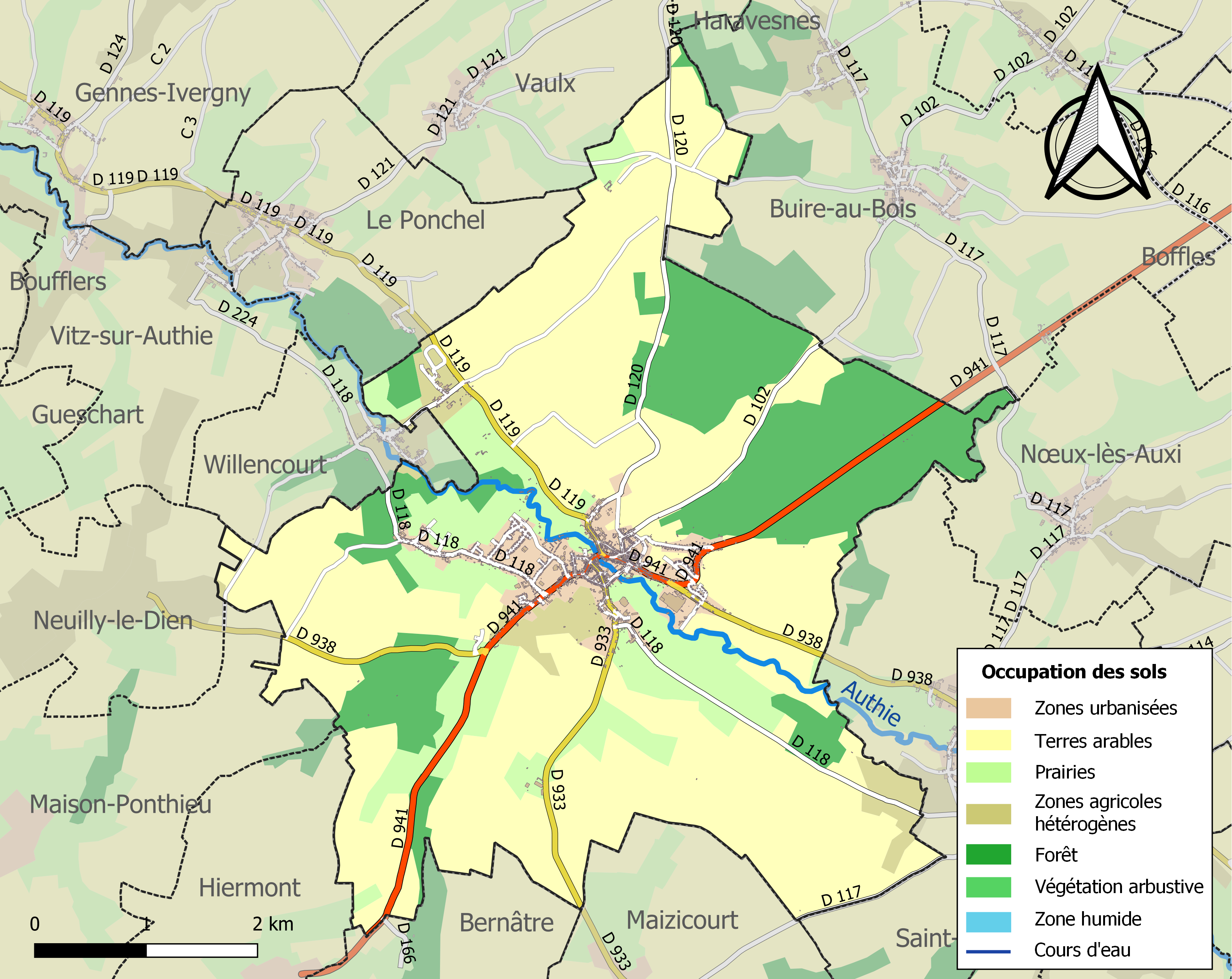
Kaart van de gemeente met belangrijkste infrastructuur, bodemgebruik en omliggende gemeenten

## Demografie
Onderstaande figuur toont het verloop van het inwonertal (bron: INSEE-tellingen).